# Düsseldorf, Universitäts- und Landesbibliothek, B. 113

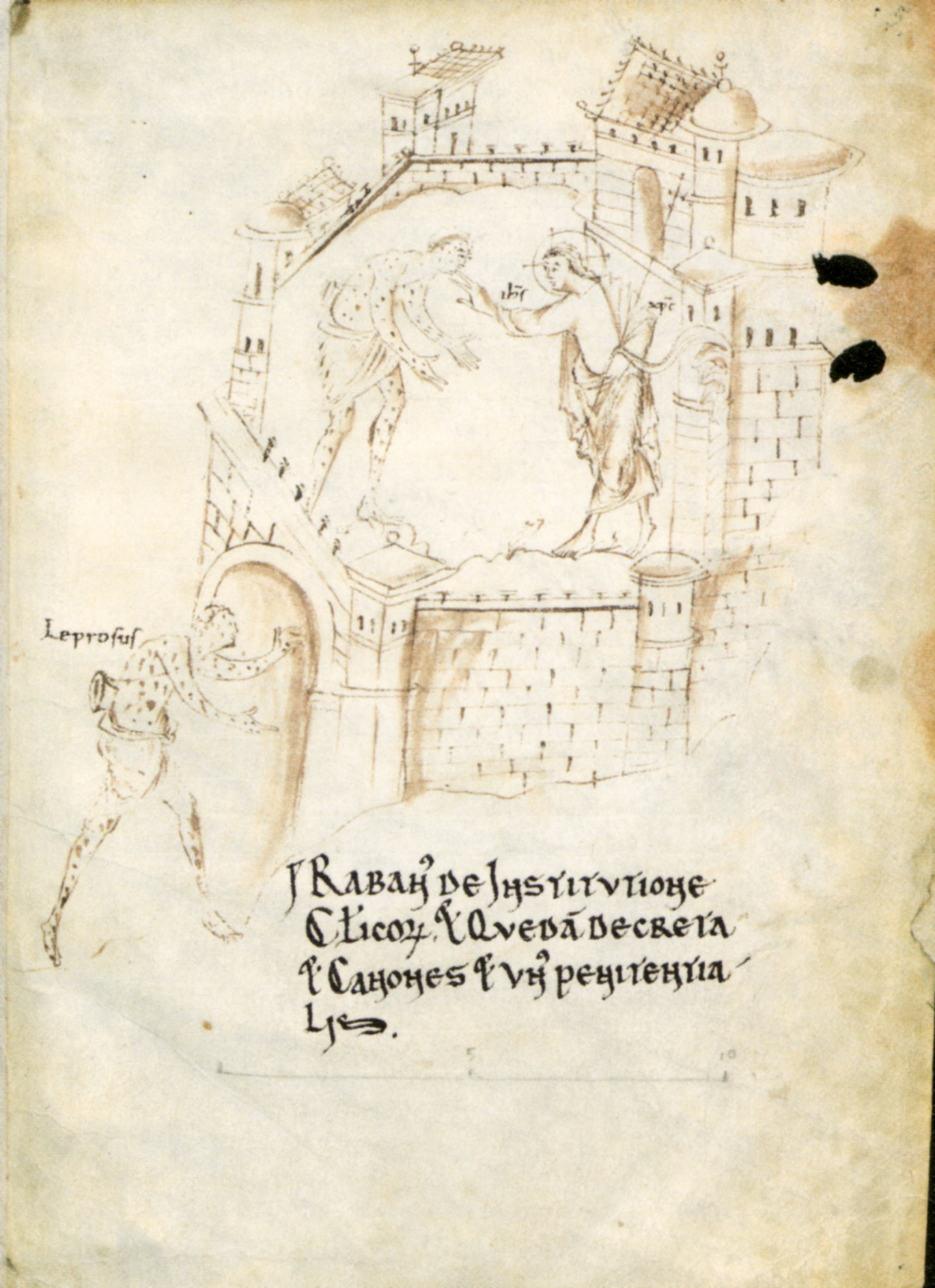
Fol. 5r der Handschrift: Jesus heilt einen Aussätzigen

Universitäts- und Landesbibliothek, B. 113 ist die Signatur einer Sammelhandschrift der Universitäts- und Landesbibliothek Düsseldorf. Besonders bedeutsam sind zwei Federzeichnungen im Stil des Utrechter Psalters, derentwegen der Band als eines der Hauptwerke karolingischer Buchmalerei gilt.

## Beschreibung
Die Handschrift misst 27 cm Höhe und 19,5 cm Breite. Sie ist eingebunden in 1987 restaurierte Holzdeckel, die mit hellem Schweinsleder bezogen und mit zwei Schließen versehen sind. Die Handschrift umfasst 114 Blatt Pergament in 15 Lagen. Die Lagen sind größtenteils Quaternionen, bestehend aus vier gefalzten und ineinandergelegten Pergamentbögen, die acht Blätter (= 16 Seiten) ergeben. Die Handschrift umfasst zwei Teile. Teil I, in dem sich die Federzeichnungen befinden, ist ein Evangelistarfragment, das keinen inhaltlichen Zusammenhang mit Teil II aufweist. Teil II enthält die Schriften De institutione clericorum und Poenitentiale ad Otgarium des Hrabanus Maurus, den Ordo ad dandam poenitentiam des Halitgarius, theologische Tabellen und Anweisungen sowie ein Glossar über die verschiedenen Klerikerränge. Die beiden Teile wurden bereits Mitte des 10. Jahrhunderts zusammengefügt, wenig später wurde noch eine oratorio und ein Hymnus zu Ehren des Heiligen Florinus nachgetragen. Der Schriftraum von Teil I misst 18,9 cm × 13,4 cm und ist mit 24 Zeilen aus einer Hand gefüllt. Der Schriftraum von Teil II misst 20,5 cm × 13 cm. Der Text ist in teilweise 25, teilweise 26 Zeilen von drei Händen geschrieben. Der Schrifttyp ist durchgängig karolingische Minuskel, in Teil zwei sind Überschriften und Rubriken rot in Capitalis rustica, teilweise auch roter Unziale. Der Hymnus zu Ehren Florins ist mit Neumen versehen. Mit Ausnahme der beiden Federzeichnungen beschränkt sich der Buchschmuck auf einfache Initialen, die teilweise rot gefüllt sind. Auf fol. 5r befindet sich eine Inhaltszusammenfassung, auf fol. 6r ein Exlibris aus dem 17. Jahrhundert.

## Geschichte

### Teil I
Die Federzeichnungen in Teil I, die auf fol. 5r die Heilung eines Aussätzigen durch Jesus und auf 5v die Heilung einer verdorrten Hand zeigen, entstanden im 9. Jahrhundert. Sie sind stilähnlich mit dem Utrechter Psalter, weshalb auf eine Entstehung in Reims oder nach einer Reimser Vorlage geschlossen wird. Die Pergamentlage mit den Zeichnungen, die einen skizzenartigen Charakter haben, wurden dann im Skriptorium des Frauenstifts Essen mit einem unvollständigen Evangelistar beschrieben, dieselbe Hand beschriftete auch die Zeichnungen. Der Text umfasst die Perikopen vom zweiten Sonntag nach Epiphanias bis zum Fest der Heiligen Agnes. Ob weitere Folia des Evangelistars existierten, ist nicht zu klären. Schriftbild, Tintenfarbe und Seitengestaltung weisen bereits Elemente auf, die typisch für das Essener Skriptorium nach dem Stiftsbrand 947 sind, so dass denkbar ist, dass die Arbeit an dem Evangelistar durch den Stiftsbrand beendet wurde.

### Teil II
Der zweite Bestandteil der Sammelhandschrift entstand im dritten Viertel des 9. Jahrhunderts in einem Skriptorium, das am Mittel- oder Niederrhein lokalisiert war, eine genaue Einordnung ist nicht möglich. Auch der Hrabanus-Text weist inhaltliche Besonderheiten auf, die nur aus rheinischen Skriptorien bekannt sind. Ob die Handschrift vor dem Essener Stiftsbrand in Essen war, ist fraglich. Aufgrund ihres Inhaltes, eines Ausbildungsbuches für Priester, diente sie vermutlich zur Überprüfung der männlichen Kleriker, die Pfarrrechte des Stifts wahrnahmen, aber der Äbtissin unterstanden.

### Sammelhandschrift

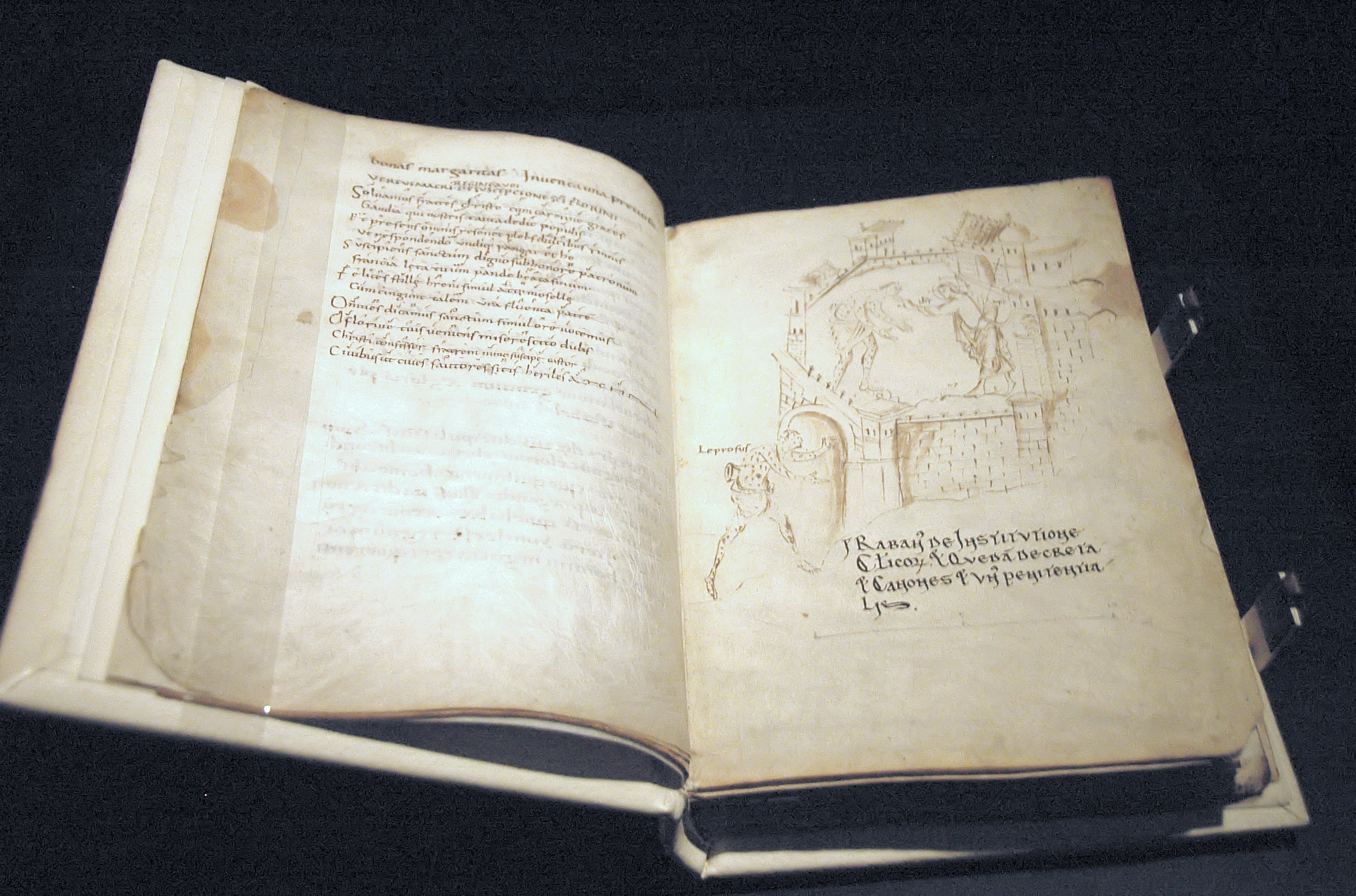
Die Handschrift als Leihgabe in der Ausstellung Gold vor Schwarz des Essener Domschatzes

Die Sammelhandschrift wurde vermutlich nach dem Stiftsbrand von 946 in Essen zusammengebunden, indem das Evangelistar-Fragment dem Bußbuch vorgebunden wurde. In Essen wurden dann auch die beiden Texte zu Ehren Florins eingeschrieben. Da die Verehrung des aus Chur stammenden Florinus in Essen erst unter Äbtissin Mathilde einsetzte, die über ihre Mutter Ida in Chur begütert war, kann dieser Eintrag in das letzte Viertel des 10. Jahrhunderts datiert werden. Die Handschrift blieb bis zur Säkularisation 1803 in Essen, was durch die Inhaltsangabe der sogenannten „Bibliothekshand B“, die zu Beginn des 13. Jahrhunderts den Essener Bücherbestand ordnete, und das Exlibris as bibliothecm DD. Canonicorum Essendiensium der Bibliothek der Essener Stiftskanoniker bestätigt wurde. Durch die Säkularisation gelangte die Handschrift in das Eigentum des Königreichs Preußen. Ihre Signatur erhielt sie von Theodor Joseph Lacomblet, als sie bereits in preußischem Besitz war.